# Свети Антоний (Бигор Доленци)
Вижте пояснителната страница за други значения на Свети Антоний.
„Свети Антоний“ (на македонска литературна норма: „Свети Антониј“) е възрожденска църква в кичевското село Бигор Доленци, Република Македония, част от Кичевското архиерейско наместничество на Дебърско-Кичевската епархия на Македонската православна църква – Охридска архиепископия.
Църквата е гробищен храм, разположен в южната част на селото. Изградена е в 1865 година. Иконостасът е дело на майстори от Лазарополе.